# 6-磷酸葡萄糖酸
6-磷酸葡萄糖酸（英語：6-Phosphogluconic acid）是戊糖磷酸途径与恩特纳–杜德洛夫途径中的一种代谢中间产物。
这种物质由6-磷酸葡萄糖酸内酯酶生成，并被磷酸葡萄糖酸2-脱氢酶作用以产生核酮糖5-磷酸。它也可以被6-磷酸葡萄糖酸脱水酶作用而产生2-酮,3-脱氧-6-磷酸葡萄糖酸。